# マンフレート・リコウスキー

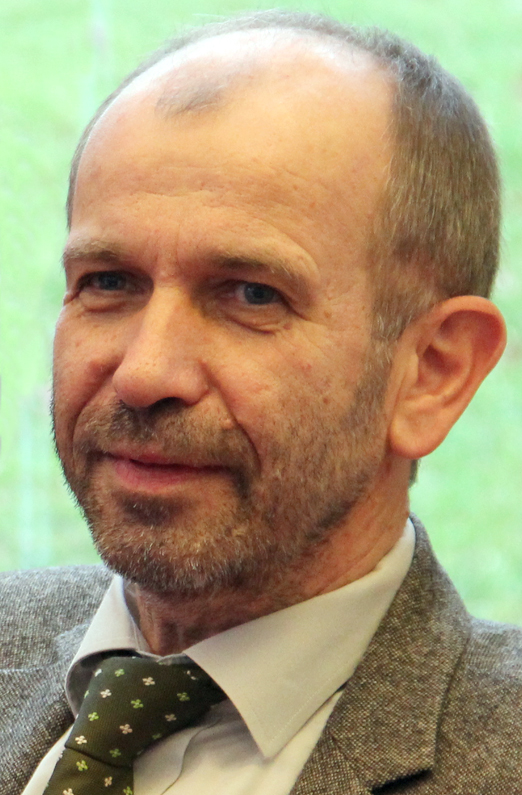
マンフレート・リコウスキー (2013)

マンフレート・リコウスキー（独: Manfred Rekowski, 1958年2月11日 - ）は、ドイツ福音主義の牧師。2013年からラインラント福音主義教会の議長（他の州教会での監督に相当）。

## 経歴
ポーランド・ヴァルミア＝マズールィ県生まれ。1950年代に両親と4人の姉妹と共に西ドイツへ移住した。幼年期に彼はノルトライン・ヴェストファーレン州ミュンスター市に近いグラートベックで生活を始め、その後ライン＝ズィーク郡ホンラート市に移る。基幹学校を卒業し、中等教育終了資格を得た後、彼はアビトゥーアにも合格する。ヴッパータール・ベーテル神学大学、マールブルク大学、ボーフム大学で福音主義神学を学んだ。1982年に彼はヴッパータール市バルメン地区で牧師補に任職され、1986年その地で教会共同体の牧師に任職された。1993年にバルメン教会地区の地区長に就任。2005年にはエルバーフェルト教会地区とバルメン教会地区が統合され出来たヴッパータール教会地区の地区長に選ばれた。2011年にラインラント福音主義教会総会は彼を州教会指導部の一翼を担う高等参事会員に任命した。2013年1月にラインラント福音主義教会総会はマンフレート・リコウスキーを州教会議長に選出した。2013年3月3日にリコウスキーはデュッセルドルフのヨハネス教会で州教会議長(他の州教会での監督に相当)に就任した。

## 家族
1980年から実科（中等）学校教師のビルギット・リコウスキーと結婚生活を続けている。この結婚で2人の子供がいる。